# Rochester Jr. Americans (1999–2000)
Rochester Jr. Americans var ett amerikanskt juniorishockeylag som spelade i North American Hockey League (NAHL) mellan 1999 och 2000. De spelade sina hemmamatcher i inomhusarenan ESL Sports Centre i Rochester i New York. Americans vann ingen Robertson Cup, som delas ut till det lag som vinner NAHL:s slutspel.
De fostrade spelare såsom Stephen Gionta och Thomas Vanek.